# 米良治彦
米良 治彦（めら はるひこ、1956年7月23日 - ）は、日本のギタリスト、シンガーソングライター。神奈川県川崎市出身。横浜市在住。
血液型O型。ミュージシャンとしての活動時には、JERRY MERA（ジェリー・メラ）の名義で主に活動する。

## 来歴・人物
母方の生家、宮崎県で出生。父親の仕事の関係上、転勤が多かった為、幼少期を大阪府吹田市、宮崎市、東京都で過ごしながら、5歳でクラシックギターを覚え、8歳の時に初めてエレクトリック・ギターに触れる。10歳の時に初めてジミ・ヘンドリックスの楽曲を聴いて、ロックミュージックに目覚める事となり、それに伴って自分自身で作詞・作曲を開始する。
14歳の時、自身の組んでいたバンドでとあるコンテストに出場した際に渋谷ジァン・ジァン当時の事務所からのスカウトがきっかけで、渋谷ジァン・ジァンや新宿ルイードなどのライブハウスへの出演が増える事となった。
同時期より、ギタリストとしてライブでのサポート活動や、スタジオ・ミュージシャンの仕事も開始する。
1972年　15歳で初めて渋谷ジァン・ジァンで兄と共にライブ出演後、お茶の水で知り合った同世代の音楽仲間とMARIAを結成する。当時まだ日本には少ないハードロックバンドだった。後に御茶ノ水日仏会館で数バンドによるコンサートに高田渡等と出演する。米良はバンドを離れ、横浜や福生横田基地等の米軍キャンプ等での演奏を始める。
1973年米良はアルバイトしていた御茶ノ水で出会ったジョン・キムと共に（日本国内、沖縄及び東南アジア各所）を経験した後に、九州全土でハコバンのメンバーとして演奏。九州各地を転々として音楽生活を行っていた。
1976年　19歳の時に観光ビザで単身渡米。その後、一時帰国した後に就労ビザ取得して21歳で再渡米。テキサス州・エルパソ現地のTEXMEXのロックバンドに加入後、ロサンゼルスを初め全米のクラブ等で年間300本以上のステージをこなしていった。
1981年　日本に帰国後、チャーリー永谷＆キャノンボールにギタリストとして加入。バンド加入から1年半を過ぎた頃、熊本で不慮の交通事故によりミュージシャン生命の危機に見舞われるが、約2年に及ぶ懸命のリハビリにより回復。
この頃、当時高校生だった永井利光、川添智久らと宮崎市で知り合い、後に彼らと共にバンドSKY BOYSを結成する。この3人でデモレコーディングを行い数多くのライブを行うようになる。某レコード会社と契約寸前に3人で神奈川にて共同生活しながら音楽活動を行うが、川添は脱退後にLINDBERGで活動する事になる。永井と米良はバンド名をFACE THE FACEに変えライブ活動と共に数多くのサポートやレコーディングに参加する。永井は氷室京介やGLAY等のドームツアーを行うようになり多忙となるが、日野市に所在していたレコーディングスタジオ・M's plotにてFACE THE FACEのアルバム制作に力を注ぐ事になる。しかし、某レコード会社との契約が思うように進まず最終的に米良一人残り作品を作り上げるも、作品としてお蔵入りする事になる。
その後、前述の永井や海老原真二らとFACE THE FACEで活動後に、中村俊彦（浜崎あゆみサポート）らとバンドGet Crazyを結成、約7年もの期間にわたり、精力的なライブ活動を行っていった。
その間もパール兄弟や松尾清憲をはじめ、様々なアーティストのライブにてギタリストとしてセッションやサポート活動を並行して行っている。
1995年にはテレビアニメ『マクロス7』劇中に登場するバンド、Fire Bomberの楽曲にギタリストとして参加。
1997年7月にVAP Inc.よりソロアーティストとしてメジャー・デビュー。1stシングル「Life goes on」をリリースする。並行して山田達也とバンドToo muchを結成、レンジー・クロスビー、丸山史朗（FLYING KIDS）らがそこに加わり、同バンドでのライブに重点を置いた活動を展開した。
2002年7月、新たに結成したバンド、globaLUV名義での1stアルバム「sad guitar」を自主レーベルBeginnersよりリリース。同作品は米良自身が一人でドラム以外の全楽器の演奏及びマスタリングまで全て手掛けたアルバムで、会場限定発売ではあるが、リリースから約半年で2000枚完売となっている。ライブ時にベーシストに当山恵美 （ex.rosy）、ドラマーに出原卓（ex.PRESENCE）が参加。同作のレコーディングドラマーは上述の山田が務めている。
2006年、UNEに参加。
2011年には左腕の神経障害に見舞われるも、リハビリに取り組み、機能回復を遂げる為ギターを弾いている。
現在はソロ名義で、東京近郊にてオープンマイク形式のステージを中心に活動している。
2015年よりレーベルgroundbreakerに所属（その後離脱）。同年8月、ソロ名義にて1stアルバム「FACE THE FACE」をリリース。同作には、フィドルに岸本一遙、バンジョーに渡辺三郎、スティール・ギターに尾崎孝ら多数のミュージシャンがゲスト参加している。
2017年、ソロ活動と並行してアーティスト発掘を開始。2ndアルバム「Atomic Sex Appeal -Get Crazy-」リリース。この作品は1990年に活動・レコーディングしていたGET CRAZYの音源を編集した作品である。
2021年4月、JERRY名義にて配信シングル「やさしくなろう」をリリース。
2022年1月、JUN IBARA-MERRYの作曲/プロデュースを行う。初の動画撮影を行い、YouTubeにて配信開始。

## ディスコグラフィー

### シングル
Life goes on [1997年7月2日 / VPDC-20713]
1. Life goes on [5:58] （作詞・作曲：米良治彦）
2. Angel's cry [5:35] （作詞・作曲：米良治彦）
3. Life goes on [5:56] (Instrumental) （作曲：米良治彦）

### アルバム
FACE THE FACE [2015年8月26日 / GDBR-0001]
（全作詞・作曲：米良治彦）
1. URBAN NIGHT
2. Start all over
3. 孤独なHide a Way
4. 心の絆
5. Step by Step
6. Innocent eye's -偽りの瞳-
7. I'll be there
8. Little miss maybe
9. ヨウリョウヨク生キヨウ
10. 無気力Generation
11. Shame on You
12. 孤独なHide a Way (DEMO)

### globaLUV名義
sad guitar [2002年7月23日 / BGNR-0207]
（全作詞・作曲：米良治彦）
1. 花よ
2. sad guitar
3. 家に帰らない人々
4. 善と悪の化身
5. 俺も君も傷つけあって生きてる
6. 心の忘れ物
7. Trouble Maker
8. Global Love (Live Version)
9. Keep Your Smile (Live Version)
10. 君と僕が愛を築いたら (Live Version)
11. ロボットノススメ (Live Version)
12. 僕らの涙はいつか (Bonus Track)

### 参加作品
マクロス7 LIVE FIRE!! / Fire Bomber [1995年8月23日 / VICL-2158]
1995年5月21日、日本青年館でのLIVEを収録。ギターで参加。
1. 突撃ラブハート
2. REMEMBER 16
3. MY FRIENDS
4. SWEET FANTASY
5. PLANET DANCE
6. LIGHT THE LIGHT

## 出演

### FM
- 葛飾エフエム放送「夏目ひみかのMusic Lover's」（2014年）
- かわさき市民放送「金尾よしろうの音楽魂」（2015年）[11][12]
- エフエムむさしの「吉祥寺ロックレディオ!」（2015年）[13][14]
- エフエム浦安「ウィンディーズマニア!シャバダバ!」（2016年、2017年）